# Liste des communes rurales du județ de Sibiu
Voici ci-dessous la liste des communes rurales du județ de Sibiu. 
Une commune roumaine a une définition beaucoup plus large qu'en France et elle peut inclure de nombreux villages et s'étendre sur des territoires importants (superficie moyenne d'une commune française= 15 km2, d'une commune du județ de Sibiu 90 km2). 
1. Alma
2. Alțâna
3. Apoldu de Jos
4. Arpașu de Jos
5. Ațel
6. Axente Sever
7. Bazna
8. Bârghiș
9. Biertan
10. Blăjel
11. Boița
12. Brateiu
13. Brădeni
14. Bruiu
15. Chirpăr
16. Cârța
17. Cârțișoara
18. Cristian
19. Dârlos
20. Gura Râului
21. Hoghilag
22. Iacobeni
23. Jina
24. Laslea
25. Loamneș
26. Ludoș
27. Marpod
28. Merghindeal
29. Micăsasa
30. Mihăileni
31. Moșna
32. Nocrich
33. Orlat
34. Păuca
35. Poiana Sibiului
36. Poplaca
37. Porumbacu de Jos
38. Racovița
39. Rășinari
40. Râu Sadului
41. Roșia
42. Sadu
43. Slimnic
44. Șeica Mare
45. Șeica Mică
46. Șelimbăr
47. Șura Mare
48. Șura Mică
49. Tilișca
50. Târnava
51. Turnu Roșu
52. Valea Viilor
53. Vurpăr